# Родез (графство)
Графство Родез (фр. Comté de Rodez) — часть бывшей провинции Руэрг (фр. Comté de Rouergue), столица — город Родез.

## Графство Родез
Раймунд IV Тулузский, уезжая в крестовый поход, назначил Ришара III, младшего сына виконта Мийо Беренгара, виконтом Родеза, передав ему часть города Родез и несколько замков. Это владение стало графством Родез после того как виконт Ришар III, пользуясь борьбой между Гильомом IX Аквитанским и Альфонсом I Иорданом, графом Тулузы, присвоил себе в 1112 году титул графа.
В 1208 году после смерти бездетного графа Гийома Родез перешёл к Раймунду VI Тулузскому, который через некоторое время передал графство внебрачному сыну Гуго II Генриху I.
После смерти Генриха II, в 1304 году, графство Родез перешло к Бернару VI, графу Арманьяка, женатому на Сесили, одной из дочерей Генриха II. Сесиль после смерти своего отца взяла титул графини Родез; Это было оспорено его сестрами. Сесиль умерла в 1313 году, оставив наследником сына Жана, который объединил графства Арманьяк и Родез.

## Графы Арманьяка и Родеза

Герб графов Арманьяк и Родез с 1314 года

Жан I д’Арманьяк сочетался браком с Режине де Го (фр., фр. Reine de Goth), внучатой племянницей папы Климента V. После её смерти он женился на Беатрисе де Клермон, принцессе французской крови. Этот брак стал одной из главных причин усиления графов Арманьяк, так как он превратил их во французских принцев крови.
Жан отличился в войнах в правление Филиппа де Валуа и Иоанна II.

## Список виконтов Родеза и Мийо
- Беренгер I де Мийо (ум. после 937), виконт Мийо и Родеза
- Ришар I де Мийо (ум. 1013/1023), виконт Мийо и Родеза

супруга — Синегонда, дочь Гильома II, виконта Безье
- Ришар II де Мийо (ум. 1050), виконт Мийо и Родеза с 1023 года, сын предыдущего

супруга — Рихильда, дочь Беренгара, виконта Нарбонны
- Беренгер II де Мийо, виконт Мийо и Родеза с 1050, сын предыдущего

супруга — Адела, дочь Гилберта III, виконта Карлата

## Список графов Родеза
- 1112 — 1135 : Ришар III виконт с 1096 года, граф в 1112—1135
- 1135 — 1154 : Гуго I
- 1154 — 1208 : Гуго II
- 1195 — 1196 : Гуго III (фр.)
- 1196 — 1208 : Гийом (фр.)
- 1208 — 1214 : Раймунд VI Тулузский
- 1214 — 1222 : Генрих I
- 1222 — 1274 : Гуго IV
- 1274 — 1292 : Генрих II
- 1292 — 1319 : Сесиль жена Бернара VI, графа Арманьяк

1292 — 1481 к графству Арманьяк.
1481 — 1484 к королевскому домену.
1484 — 1589 к Наварре.
1589 к королевскому домену.